# FIRST巡天
20厘米電波天空的微弱圖像（英語：Faint Images of the Radio Sky at Twenty-Centimeters，縮寫為FIRST）是揚斯基甚大陣列的子項目：北半球的天文巡天。它由Robert H. Becker、Richard L. White和David J. Helfand領導，他們在1990年完成VLA銀河平面調查後提出了調查的想法，以及Michael D. Gregg和Sally A. Laurent-Muehleisen。該調查是格羅特·雷伯在1943年4月完成第一次無線電天空系統調查50年後開始的。

## 調查
調查範圍為10,575 平方度，大約25%的天空，中心區域是南和北銀極，它的掃描範圍，是北銀極附近的8,444平方度，和南銀極附近的2,131平方度。它1個像素的邊長為1.8角秒，波長是約20厘米（在L波段，或1.3635 - 1.4365 GHz）。選擇這些區域是因為它們也被史隆數位巡天（SDSS）的5個光學波段覆蓋，該調查可與帕洛馬山天文台巡天在解析度和靈敏度方面比較。
它與NRAO VLA巡天同時提出，並於1992年兩次對巡天進行了試觀測。北銀極的巡天觀測始於1993年，當年 4月和5月的觀測時間為144小時，用於測試觀測，初始測量帶為300平方度，產生了28,000個源的初始目錄。調查觀察一直持續到2004年。2009年和2011年對南銀極進行了觀測； 2011年的觀測使用EVLA。目標通量密度極限為1 毫揚斯基，雜訊極限為<0.15mJy r.m.s.。
通過天文圖像處理系統使用自動管道對調查數據進行分析。調查中的圖像和目錄是在質量檢查后提供的，沒有專有期限。已經生成了多個版本的調查目錄，第一個版本於1997年出版，最新的（截至2017年）於2014年12月出版。該目錄包括70,000多個與SDSS和2微米全天巡天（2MASS）交叉識別的資料。預計將觀測到{\displaystyle 10^{6}}無線電源，並通過調查產生 65,000 張圖像；2014年的目錄包括946,432個來源。目錄中的來源，包括調查名稱和來源座標，格式為"FIRST Jhhmmss.s+ddmmss"；全都遵循已在國際天文學聯合會註冊的命名約定。

## 科學
選擇調查的解析度是為了識別無線電源的光學對應物；可以解析具有多個元件的複雜無線電源（以避免光學錯誤識別）；可以識別電波形態（“例如”、“法納羅夫-萊利分類）。該調查旨在為類星體和活躍星系核、星系演化、星系天文學、宇宙大尺度結構和暗物質的科學做出貢獻。調查產生了一系列論文。該調查論文已被1,600多份其它科學出版物引用。
調查源與帕洛瑪巡天交叉匹配，創建了FIRST明亮類星體巡天（英語：FIRST Bright Quasar Survey，縮寫為FBQS），其中包括類星體候選者，然後進行光譜跟進。初步調查發現了69個類星體，其中51個是新發現的。FIRST發現了許多寬吸收線（英語：broad absorption line）類星體。在調查中，通過與SDSS的交叉匹配，確定了其它高紅移類星體。
在調查過程中，在1,600多個源中檢測到變異性，包括恆星、脈衝星、星系、類星體和不明電波源。在大尺度上，觀測到電波星系之間的兩點相關函數。